# Río Caspana
Río Caspana är ett periodiskt vattendrag i Chile.   Det ligger i regionen Región de Antofagasta, i den norra delen av landet, 1 300 km norr om huvudstaden Santiago de Chile.
Omgivningen kring Río Caspana är ofruktbar med lite eller ingen växtlighet. Området är  glesbefolkat, med 10 invånare per kvadratkilometer.